# Estratificación del agua
La estratificación del agua se produce cuando las masas de agua con diferentes propiedades: salinidad (haloclina), oxigenación (quimioclina), densidad (picnoclina), temperatura (termoclina), forman capas que actúan como barreras para la mezcla del agua que podrían conducir a anoxia o euxinia. Estas capas normalmente están dispuestas de acuerdo con la densidad, con las masas de agua menos densas situadas por encima de las capas más densas. 

Una circulación a gran escala de masas de agua estratificadas horizontalmente, llamada circulación termohalina, ocurre en el océano. Todo el patrón de circulación tarda alrededor de 2.000 años en completarse.

La estratificación del agua también crea barreras para la mezcla de nutrientes entre las capas. Esto puede afectar la producción primaria en un área al limitar los procesos fotosintéticos. Cuando los nutrientes del bentos no pueden viajar hacia la zona fotica, el fitoplancton puede estar limitado por la disponibilidad de nutrientes. Una producción primaria más baja también conduce a una productividad neta más baja en las aguas.

## Factores complicados
La estratificación puede verse alterada por la turbulencia. Esto crea capas mixtas de agua. Las formas de turbulencia pueden incluir la fricción de la superficie del viento-mar, la corriente ascendente y la corriente descendente. 
Marshall et al. (2002) sugieren que los remolinos baroclínicos (baroclinidad) pueden ser un factor importante para mantener la estratificación.